# Världsmästerskapen i bågskytte 1985
Världsmästerskapen i bågskytte 1985 arrangerades i Seoul i Sydkorea i september 1985.

## Medaljsummering

### Recurve
| Event                          | Guld                   | Silver                     | Brons                      |
| Herrarnas individuella tävling | Richard McKinney (USA) | Koo Ja-Chong (KOR)         | Takayoshi Matsushita (JPN) |
| Damernas individuella tävling  | Irina Soldatova (URS)  | Liudmila Arzjanikova (URS) | Kim Jin-Ho (KOR)           |
| Herrarnas lag                  | Sydkorea               | USA                        | Sverige                    |
| Damernas lag                   | Sovjetunionen          | Sydkorea                   | Västtyskland               |

### Medaljtabell
| Pl. | Nation        | Guld | Silver | Brons | Totalt |
| --- | ------------- | ---- | ------ | ----- | ------ |
| 1   | Sovjetunionen | 2    | 1      | -     | 3      |
| 2   | Sydkorea      | 1    | 2      | 1     | 4      |
| 3   | USA           | 1    | 1      | -     | 2      |
| 4   | Västtyskland  | -    | -      | 1     | 1      |
| 4   | Japan         | -    | -      | 1     | 1      |
| 4   | Sverige       | -    | -      | 1     | 1      |